# Zygmunt Karel
Zygmunt Piotr Karel (ur. 31 października 1950) – polski duchowny ewangelikalny, pierwszy rektor założonego w 1990 roku Biblijnego Seminarium Teologicznego we Wrocławiu, przekształconego następnie w Ewangelikalną Wyższą Szkołę Teologiczną we Wrocławiu.

## Życiorys
Syn Franciszka. Ukończył studia teologiczne w Chrześcijańskiej Akademii Teologicznej w Warszawie. Przez wiele lat był pastorem zborów Kościoła Chrześcijan Baptystów w Polsce. W 2004 roku na podstawie rozprawy pt. Idea Kościoła w ujęciu katolickim i baptystycznym. Studium teologiczno-historyczne Rada Wydziału Teologicznego ChAT nadała mu stopień doktora nauk teologicznych. Był jednym z czołowych twórców Unii Ewangelikalnej w Rzeczypospolitej Polskiej i duchownym tego związku wyznaniowego. 
Od roku 2015 jest pastorem zboru Kościoła Wolnych Chrześcijan w Piasku. 
W roku 2020 ze względu na dyskusję w przestrzeni medialnej o ewentualnej współpracy z SB, Zygmunt Karel wydał oświadczenie, w którym zakwestionował fakt współpracy z organami bezpieczeństwa PRL, a także zainicjował procedurę prawną mającą na celu weryfikację danych posiadanych przez IPN, w tym w ramach procedury autolustracyjnej. 
Ożenił się w 1973 roku, żona ma na imię Maria, ma z nią piątkę dzieci.

## Publikacje
- Dogmatyka, Wrocław, 1994.